# 伯奈 (埃纳省)
伯奈（法語：Benay，法語發音：[bənɛ]）是法国上法蘭西大區埃纳省的一个市镇，属于圣康坦区。

## 地理
伯奈（49°45'34"N, 3°18'17"E）面积6.81 平方千米，位于法国上法蘭西大區埃纳省，该省份为法国北部内陆省份，北起北部省，西接索姆省和瓦兹省，东临阿登省和马恩省，西南至塞纳-马恩省，东北部与比利时接壤。
与伯奈接壤的市镇（或旧市镇、城区）包括：瑟里济、大埃西尼、伊纳库尔、利方丹、莫伊德莱讷、于尔维莱尔、旺德伊。

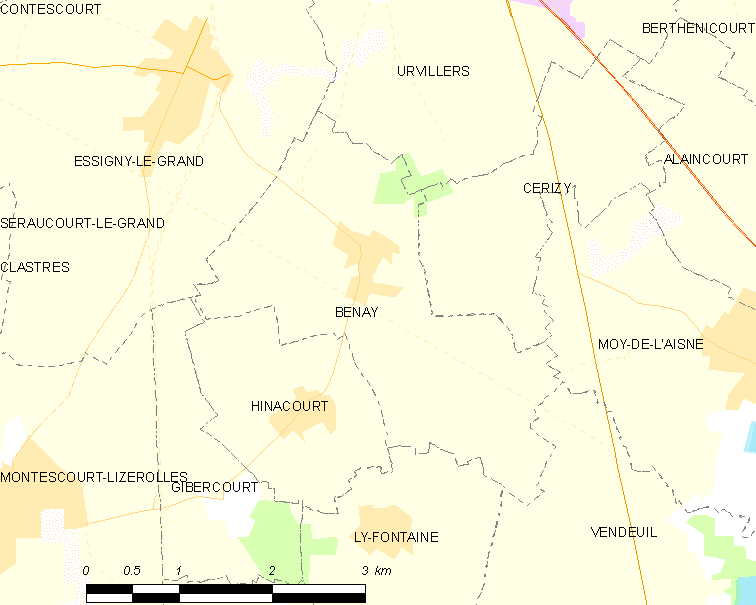
的OSM定位图

伯奈的时区为UTC+01:00、UTC+02:00（夏令时）。

## 行政
伯奈的邮政编码为02440，INSEE市镇编码为02066。

## 政治
伯奈所属的省级选区为里布蒙县。

## 人口

1962-2008年间人口变化图示

伯奈于2022年1月1日时的人口数量为188人。